# BorgWarner Beru Systems

Alte Außenwerbung für Beru-Zündkerzen

Die BorgWarner Ludwigsburg GmbH (bis Dezember 2009: BERU AG) ist ein Automobilzulieferer mit Hauptsitz im baden-württembergischen Ludwigsburg. Das Tochterunternehmen der amerikanischen BorgWarner ist bei Dieselmotor-Glühkerzen mit einem Weltmarktanteil von über 40 % der führende Anbieter, daneben werden Zündspulen, Zündkabel und elektrische Zuheizer produziert.

## Geschichte
Beru wurde 1912 von Julius Friedrich Behr und Albert Ruprecht gegründet als „Auto-Armaturen- und Kühlerfabrik BERU Behr & Ruprecht, Ludwigsburg“ mit dem Unternehmensziel „Herstellung & Vertrieb von technischen Spezialitäten“. Entsprechend reichhaltig war bereits anfangs die Produktpalette von Beru. Im Angebot waren damals unter anderem Zündkerzen, Kühler, Schlauchbinder und Kompressionsventile. Im Jahr 1919 wurde die Wort- und Schutzmarke Beru beim deutschen Patentamt eingetragen.
Wichtige Entwicklungsschritte waren 1929 die Entwicklung der ersten Glühkerze für den Dieselkaltstart und 1931 die Erteilung eines Patents auf die erste zweipolige Glühkerze mit ineinander angeordneten gegen Masse isolierten Polen. 1945 erfolgte nach dem Krieg die Wiederaufnahme der Fertigung mit ersten Kunden Daimler-Benz, NSU und Opel. Der Firmengründer Albert Ruprecht starb 1959.
1978 wurde die erste Schnellstart-Glühkerze eingeführt und 1992 erfolgte die Markteinführung schlanker Fünf-Millimeter-Kerzen für Diesel mit Direkteinspritzung, 2000 die Gründung des Joint Ventures Beru-Eichenauer zur Entwicklung von PTC-Zuheizern und 2001 die Markteinführung des ersten elektronisch gesteuerten Dieselschnellstartsystems (ISS). 2003 erfolgte die Übernahme der Zündkerzen-Division (Eyquem) von Johnson Controls in Frankreich.
Beru war als Aktiengesellschaft seit Oktober 1997 börsennotiert. Im Jahre 2005 wurde Beru vom US-amerikanischen Unternehmen BorgWarner durch Übernahme der Aktienmehrheit übernommen. 2009 erfolgte dann die Umbenennung in BorgWarner Beru Systems nach Übernahme von 100 % des Kapitals und anschließendem Delisting (Einstellung der Börsennotierung) und die Umwandlung in eine GmbH.
2006 wurde erstmals die Drucksensor-Glühkerze (englisch Pressure Sensor Glow Plug, PSG) für Dieselmotoren auf der Messe Automechanika präsentiert, mittels dieser lässt sich der Brennvorgang in einem (bei voller Bestückung in jedem) Zylinder kontrollieren und regeln. Durch die Optimierung des Verbrennungsprozesses hilft die PSG-Technologie, die Leistungsentfaltung zu verbessern und gleichzeitig Emissionen bereits am Ort ihrer Entstehung – im Brennraum – zu verringern. Die PSG-Technologie wurde erstmals 2008 in der US-Version des VW Jetta eingeführt.
2011 verkaufte BorgWarner den Geschäftsbereich Reifendruckkontrollsysteme an die Huf Group.
2012 verkaufte BorgWarner den Geschäftsbereich Zündkerzen an die amerikanische Federal-Mogul.